# Comuna Zelenîi Hai, Vesele
Zelenîi Hai (în ucraineană Зелений Гай) este o comună în raionul Vesele, regiunea Zaporijjea, Ucraina, formată din satele Krasavîci, Zelenîi Hai (reședința) și Zelenîi Luh.

## Demografie
Componența lingvistică a comunei Zelenîi Hai
     Ucraineană (92,57%)
     Rusă (6,81%)
Conform recensământului din 2001, majoritatea populației comunei Zelenîi Hai era vorbitoare de ucraineană (92,57%), existând în minoritate și vorbitori de rusă (6,81%).